# Стасим
Ста́сим (др.-греч. στάσιμον, от др.-греч. στάσιμος — стоячий, неподвижный) в древнегреческом театре (трагедии и комедии) — хоровая песня, которая исполнялась хором не в движении (не во время выхода или входа), а в центральной части пьесы, когда хор находился в орхестре.
Определяя части трагедии в «Поэтике», Аристотель выделяет три жанра хоровой песни (др.-греч. χορικόν) — парод (др.-греч. πάροδος), стасим и коммос (др.-греч. κομμός). Согласно его описанию, в трагедии после (декламационного, без музыки) Пролога на сцену выходил хор. Во время (медленного) движения — по особым проходам-коридорам, которые назывались «пародами» — из-за кулис в орхестру хор распевал первую песню. Описывая стасим, Аристотель упоминает лишь характерную особенность его метрики (в ней «нет анапеста или трохея»). Это важное уточнение означает, что музыка стасима не могла быть основана на «маршевых» метрах, т.е. таких, которые использовались во время движения. Из других описаний (в т.ч. археологических) очевидно, что хор, выйдя через боковые проходы на орхестру, далее оставался («стоял») на ней, отсюда этимология термина. Позднейшие греческие словари и справочники (Суда, «Ономастикон» Поллукса, словарь «Etymologicum magnum», Псевдо-Пселл) с вариантами воспроизводят те же определения Аристотеля.
Стасим (как и парод) были частями не только трагедии, но и комедии, обладавшей и собственными структурными особенностями. Куаленовский трактат (предположительно конспект утраченной, второй части «Поэтики», посвящённой комедии) не различает парод и стасим и говорит только о «хоровой песне» (др.-греч. χορικόν) в целом. Парод и стасим, как предполагается, были монодическими и исполнялись хором в унисон. Поскольку полных нотных образцов стасимов (впрочем, как и других жанров хоровой театральной музыки) не сохранилось, говорить о более частных композиционно-технических их особенностях (например, о музыкальной ритмике и гармонии) затруднительно.